# Jean du Puy (évêque)
Jean du Puy, appelé aussi Jean de Gascogne, est un prélat français qui occupe le siège archiépiscopal d'Embrun du 22 mai 1311 à son décès qui survient le 12 septembre 1319 à Avignon.

## Biographie
Jean du Puy est né à Condom et élevé dans l'ordre de Saint-Dominique.
Jean du Puy est fait archevêque d'Embrun, en vertu des provisions du pape Clément V données à Avignon le 22 mai 1311. Les frères de Sainte-Marthe disent qu'il porte le titre de « protecteur de l'ordre de Cîteaux », titre qui passe aussi à ses successeurs, ce qui a fait penser qu'avant son épiscopat, Jean appartenait à l'ordre cistercien. Il exige le serment de fidélité des dauphins qui le refusent depuis longtemps, et vit ensuite à Avignon jusqu'à sa mort en septembre 1317.

### Ouvrages historiques
- Louis Caillet, La papauté d'Avignon et l'Église de France: la politique bénéficiale du pape Jean XXII en France, 1316-1334, Paris, Presses universitaires de France, 1975, 600 p. (lire en ligne).
- Honoré Fisquet, La France pontificale (Gallia christiana), histoire chronologique et biographique des archevêques et évêques de tous les diocèses de France depuis l'établissement du christianisme jusqu'à nos jours, divisée en 18 provinces ecclésiastiques. : Métropole d'Aix : Aix, Arles, Embrun (seconde partie), Paris, Étienne Repos, 1864-1873 (lire en ligne), pp. 896-897.